# Lone Fønss Schrøder
Lone Fønss Schrøder (født 2. april 1960) er en af de højest placerede danske kvinder i europæisk erhvervsliv med bestyrelsesposter i Ikea og Volvo. Hun er Senior Advisor for Credit Suisse og co-founder af en række digitale teknologiprodukter bl.a. CashWorks og det sociale netværk myhousebook.com . Lone Fønss er forfatter til en række artikler om Large Cap virksomheders digitale strategi udvikling.
Lone Fønss var Senior Vice President i A.P. Møller - Mærsk (1982-2004) hvor hun allerede som 28-årig blev administrerende direktør for luftfartsselskabet Star Air A og var den højest rangerende kvinde i Maersk, hvor hun beklædte en række senior management poster bl.a. som øverste chef for rederiets Bulk og Specialskibsdivision. Hun skabte bl.a. Maersk Global Procurement. Lone Fønss var President og administrerende direktør for verdens største RO/RO rederi, svenske Wallenius Lines AB (2005-2009) og var bestyrelsesformand for norske Kværner ASA , under selskabets succesfulde rekonstruktion . Hun er stadig tilknyttet Aker gruppen. Lone Fønss var formand for det regeringsnedsatte udvalg, der reviderede byggeriets aftalesystem 2015-2018 (AB-18) og var medlem af Exportkanonen 
- Adm. direktør for Concordium AG, der udvikler blockchain for Concordium Foundation, Sveitz
- Vicechairman og formand for Audit Commitee i Volvo Car Corporation[6] og europæisk direktør i Volvos ejer Geely[7]

- Senior Advisor Credit Suisse
- Vice chairman Akastor [8], bestyrelsesmedlem i Kværner ASA  Arkiveret 22. september 2020 hos  Wayback Machine , medlem af revisionsudvalg i begge selskaber, bestyrelsesmedlem i det canadiske rederi CSL og bestyrelsesmedlem og medlem af revisionskomiteen i INGKA BV (Ikea [9]).
- Seniorrådgiver for den schweiziske investeringsbank Credit Suisse og medstifter af CashWorks AG.
- Tidligere adm. direktør for det svenske rederi Wallenius Lines.[10]

Lone Fønss er svensk gift. Lone er advokat af ligestilling i styrelserne af forretninger og ligeløn.